# Дембончик, Тадеуш
Тадеуш Дембон(ь)чик (пол. Tadeusz Dembończyk; 23 декабря 1955, Тарновске-Гуры, Катовицкое воеводство — 11 февраля 2004, Тарновске-Гуры, Силезское воеводство) — польский тяжелоатлет, призёр чемпионатов Европы, мира и летних Олимпийских игр 1980 года в Москве, олимпийский рекордсмен.

## Карьера
В 1977 году на чемпионате мира в Штутгарте стал третьим в рывке (100 кг). В том же году на чемпионате Европы, который прошёл там же, стал серебряным призёром, показав в сумме 245 кг (110 + 135). В 1978 году на чемпионате мира в Геттисберге стал вторым в толчке (142,5 кг). В 1979 году на чемпионате мира в Салониках победил в рывке (117,5 кг) и завоевал бронзу в общем зачёте (260 кг). На континентальном чемпионате того же года в Варне стал вторым с результатом 260 кг (115 + 145).
На Олимпиаде в Москве Дембончик завоевал бронзу, набрав в сумме 265 кг (120 + 145) и уступив кубинцу Даниэлю Нуньесу и советскому штангисту Юрию Саркисяну. В ходе соревнований поляк установил олимпийский рекорд в рывке (120 кг), который, однако, был побит в тот же день Даниэлем Нуньесом — 125 кг (олимпийский и мировой рекорд). В рамках олимпийского турнира также были разыграны медали 54-го чемпионата мира по тяжёлой атлетике.